# Марек Лесьневський
Марек Лесьневський (пол. Marek Leśniewski, 24 квітня 1963) — польський велогонщик.
Срібний призер Олімпійських Ігор 1988 року в роздільній гонці, учасник 1992 року.